# Club de plage
Les clubs de plage sont des structures d'accueil ouvertes pendant l'été dans de nombreuses stations balnéaires en France, destinés aux enfants, et proposant des activités sur la plage ou dans la mer encadrées par des animateurs. Un tiers de ces clubs sont franchisés « club Mickey ».

## Histoire

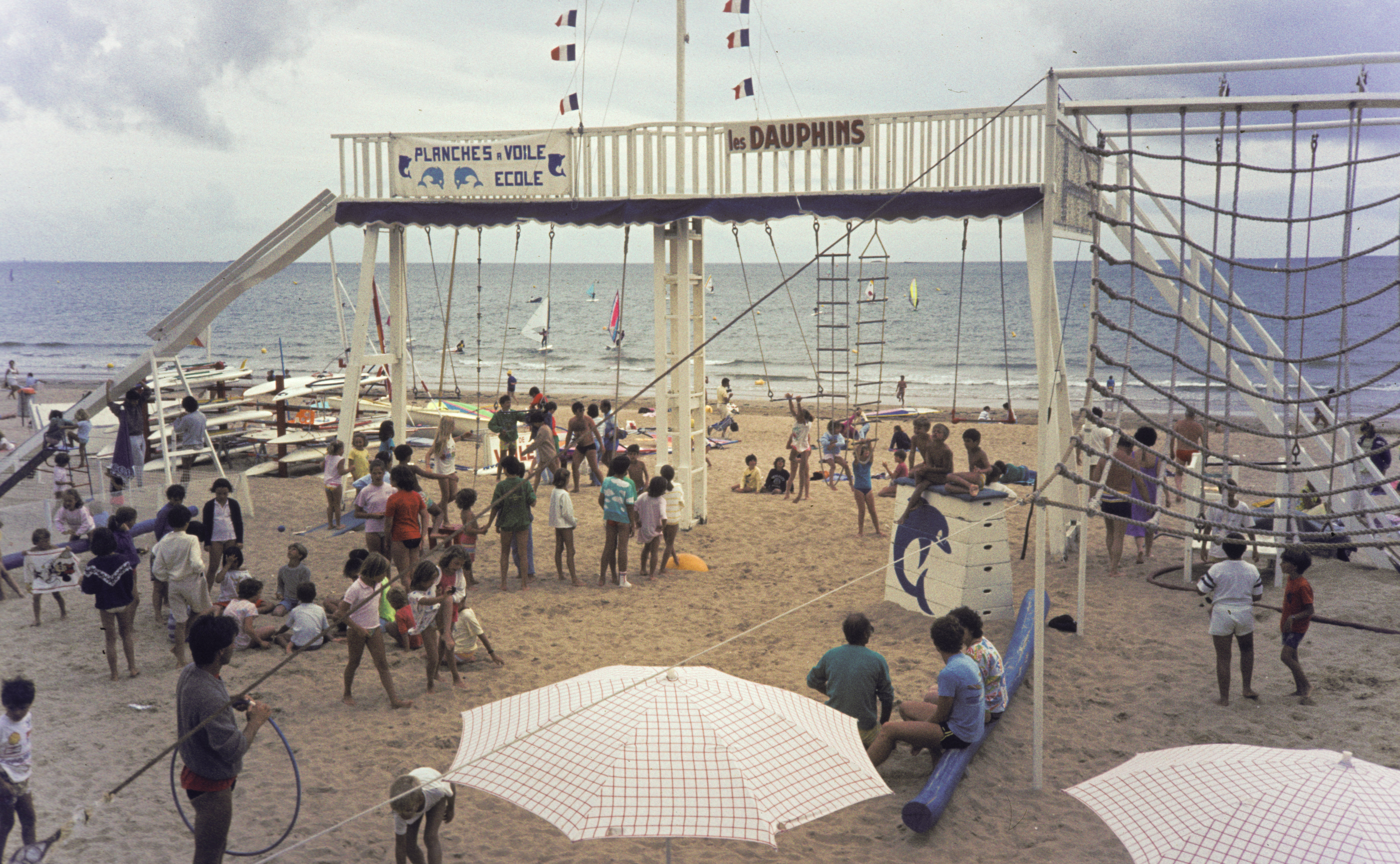
Le club des Dauphins, à La Baule, en 1986.

Le premier club de plage est créé par le médecin Ernest Moreau-Defarges en 1913 à La Baule : le « stade de l'Océan », un club d'éducatif physique avec diverses activités : gymnastique, course en sac, gymkhana, natation, athlétisme, basket-ball… Ces clubs non franchisés, qui existent encore, en concurrence avec les clubs Mickey portent souvent des noms en rapport avec la mer, un vocable animalier (canards, mouettes, hippocampes…) ou parfois évocateur de la culture locale (korrigans…). 
Les « clubs Mickey » naissent dans l'entre-deux-guerres, peu après la création du Journal de Mickey en 1934 et se développent à la suite de l'instauration des congés payés en 1936 et du fait de l'essor du tourisme de masse durant les Trente Glorieuses. 
En 2015, la France compte plus de trois cents clubs de plage, répartis entre deux fédérations : l'« Union française des clubs de plage et de leurs amis » (UFCPA) créée en 1992 regroupant 208 clubs et la « Fédération Nationale des clubs de plage » (FNCP) regroupant les 95 « clubs Mickey ».
Ces clubs voient passer environ quatre cent mille enfants chaque été.

## Organisation

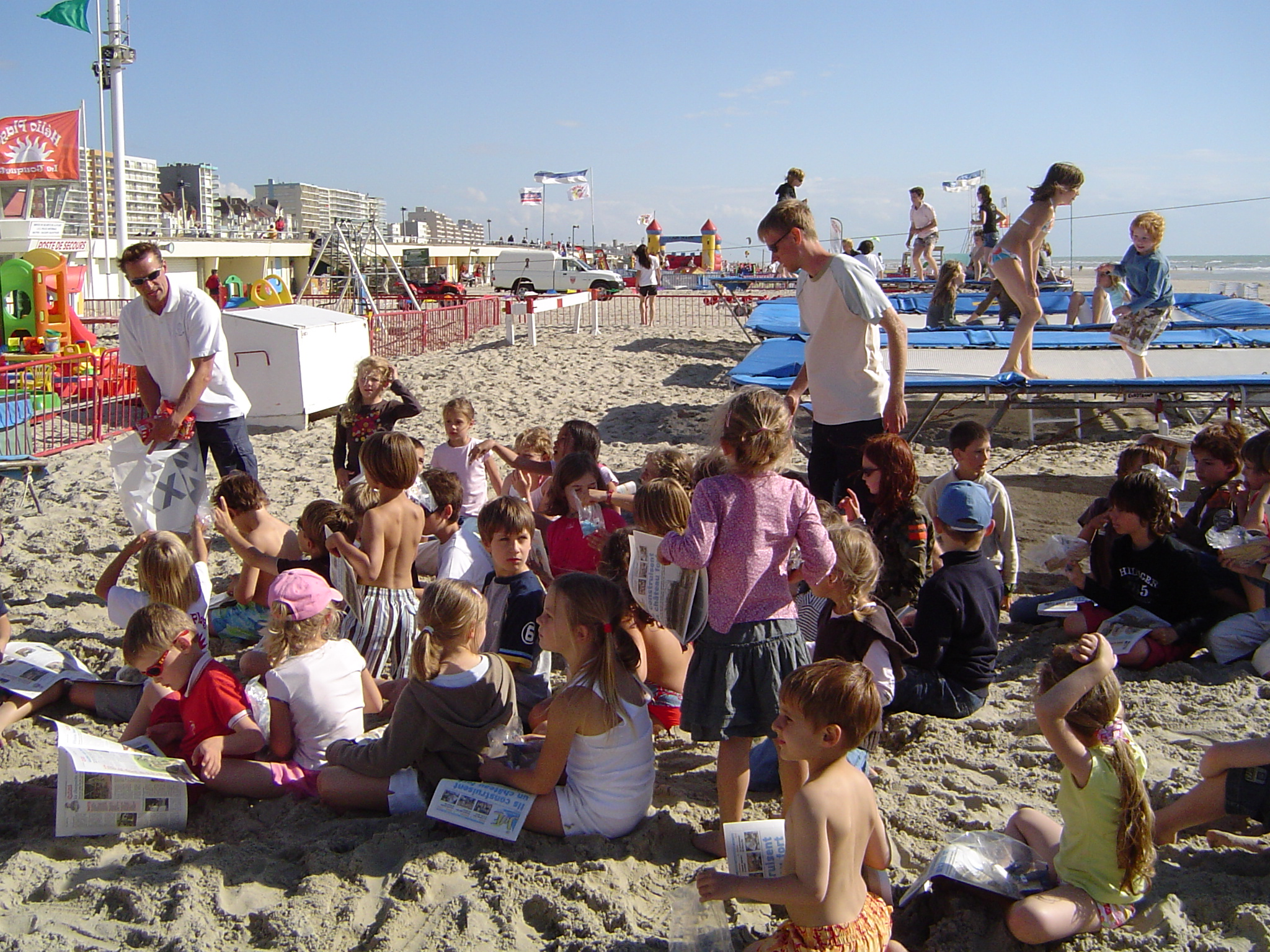
Distribution de lots aux enfants par les animateurs, après un concours dans un club au Touquet-Paris-Plage, en 2008.

Un club de plage classique s'organise généralement autour d'une grande structure centrale, en bois ou en fer, portant au sommet bannières publicitaires (Le Journal de Mickey et ses partenaires dans le cadre d'un « club Mickey »), fanions et nom du club ainsi qu'un accès à un toboggan et à des agrès. Non loin se trouve une cabane qui fait office de stand pour accueillir les parents et conserver documents administratifs et jouets. En fonction du club, d'autres aménagements sont prévus (trampolines, tables de ping-pong, piscine (où il est par exemple possible d'apprendre à nager). Le matin ont lieu séances de sport (gymnastique, nage, jeux) ou parfois de peinture, les moments de forte chaleur sont consacrés au repos ou à des activités à l'ombre, et la fin de journée coïncide avec des jeux (concours de châteaux de sable…) se terminant par la remise de diplôme, de jouets ou de lots divers (souvent en lien avec le Journal de Mickey). Les enfants peuvent être gardés le matin et l'après-midi, ou seulement pour une demi-journée. 
L'âge des enfants tourne autour de trois et douze ans (parfois treize ans) ; ils sont généralement classés et répartis dans des groupes de trois classes d'âge et encadrés par des animateurs issus des filières universitaires Staps. En effet, les activités étant considérées comme des APS (activités physiques et sportives), les clubs sont sous tutelle ministérielle et doivent recruter uniquement des sportifs diplômés ; cela répond à un souhait des parents, et ce depuis longtemps : spécialiste des loisirs, le sociologue André Rauch note qu'« au début du XXe siècle, les vacances ont une fonction éducative et doivent se justifier par la nécessité de soigner sa santé. Les clubs de plages épousent ces objectifs ». Le prix moyen est de 25 euros la journée.